# Moshe Ya'alon
Moshe (Bogie) Ya'alon (Hebreeuws: משה יעלון), geboren als Moshe Smiljanski, (Kiryat Haim (Haifa), 24 juni 1950) is een Israëlisch politicus van Telem en voormalig militair. Van maart 2013 tot mei 2016 was hij minister van Defensie in het kabinet-Netanyahu IV. Binnen zijn partij nam hij een rechtse positie in. Sinds maart 2020 is hij weer lid van de Knesset.

## Biografie
Ya'alon werd geboren in Kiryat Haim, een arbeiderswijk van Haifa en groeide daar in eerste instantie op. Later verhuisde hij naar de kibboets Grofit bij Eilat. Van 1968 tot 2005 diende hij in het Israëlisch leger, vooral als commandant van de parachutisten. In 1995 werd hij hoofd van de militaire inlichtingendienst en in 1998 lid van het oppercommando, belast met de Westelijke Jordaanoever. Van 2002 tot 2005 diende hij als stafchef, in de jaren van de Tweede Intifada. Hij verzette zich in 2005 tegen het voornemen van Kadima om Gaza te ontruimen, waarop defensieminister Shaul Mofaz weigerde zijn termijn als stafchef te verlengen.
Van 2005 tot 2008 werkte Ya'alon bij verschillende militaire denktanks in Israël en de Verenigde Staten. In 2009 werd hij voor Likoed gekozen in de Knesset en vervolgens benoemd tot tweede vicepremier en minister van Strategische Zaken in het kabinet-Netanyahu II. Op 18 maart 2013 volgde hij Ehud Barak op als minister van Defensie, van 2013 tot 2015 in het kabinet-Netanyahu III en sindsdien in het kabinet-Netanyahu IV. Eind 2015 werd hij vanwege het aftreden van Silvan Shalom opnieuw vicepremier.
In mei 2016 kwam Yaalon in botsing met premier Netanyahu, toen hij het opnam voor de plv. stafchef Yaïr Golan. Deze had bij de jaarlijkse herdenking van de Holocaust aan de vooravond van de viering van de Onafhankelijkheidsdag, een vergelijking gemaakt tussen tendensen in Israël en ontwikkelingen in het Duitsland van begin jaren '30. Directe aanleiding was de standrechtelijke executie eind maart door een soldaat van een al ontwapende Palestijn die gewond op de grond lag. De woedende reacties op de arrestatie van de militair gaven aanleiding tot de woorden van Golan. Toen deze op zijn beurt zwaar onder vuur kwam te liggen, onder anderen van de premier, ging minister Yaalon pal voor zijn generaal staan.
Dit conflict viel samen met een politieke ontwikkeling. Bij besprekingen om Jisrael Beeténoe binnen zijn (smalle) coalitie te halen, had Netanyahu het ministerie van Defensie aan Avigdor Lieberman aangeboden. Netanyahu had Ya'alon willen compenseren door hem het ministerie van Buitenlandse Zaken te geven, maar dat aanbod had hij afgeslagen. Korte tijd later trad Ya'alon terug uit de politiek door op 22 mei zijn ministerschap en een dag later zijn parlementszetel op te geven. Als redenen gaf hij op geen vertrouwen in premier Netanyahu meer te hebben en van mening te zijn dat zijn land alsook de Likoed-partij door "extremistische en gevaarlijke figuren" zouden zijn overgenomen. Hij neemt een rustpauze en wilde in een later stadium weer meedingen naar het nationale leiderschap van Israël.
In 2019 en 2020 nam hij deel aan de Blauw-Wit combinatie en is hij als fractievoorzitter Knessetlid namens Telem. Yaïr Lapid en hij zeiden tijdens de campagnes van 2019 en 2020 herhaaldelijk dat Blauw en Wit niet in een regering onder Netanyahu zou gaan zitten. Toen de fractievoorzitter van Blauw en Wit, Benny Gantz, in 2020 toch een coalitie met de Likoed besprak stapten hij en Yair Lapid uit de fractie van Gantz. Hoewel ze de naam Blauw en Wit hadden willen houden, kende een Knessetcommissie die naam toe aan Benny Gantz. De fractie van Yaïr Lapid en Moshe Ya'alon gaat verder onder de naam Yesh Atid-Telem.
In januari 2023 mengde Ya'alon zich in het debat over de voorgenomen justitionele hervormingen van de regering-Netanyahu. Hij waarschuwde voor een dictatuur als de onafhankelijke rechtspraak zou worden aangetast.

## Persoonlijk
Ya'alon is getrouwd en heeft drie kinderen. Hij is woonachtig in Modi'ien-Makkabiem-Re'oet maar ook nog lid van de kibboets Grofit.

## Voor het gerecht gedaagd
In 2005 werd door het Center for Constitutional Rights in het District of Colombia in de Verenigde Staten een rechtszaak tegen Ya'alon aangespannen namens Libanese burgers die familieleden hadden verloren – of van wie verwanten gewond waren geraakt – bij een bombardement in 1996 door het Israëlisch defensieleger van de VN-compound in Qana in Libanon. Bij dit bombardement kwamen meer dan honderd mensen om, waaronder veel kinderen. Na zijn pensionering van het leger was Ya'alon in genoemd district woonachtig.
Hij werd aangeklaagd omdat hij destijds (18 april 1996) hoofd van de Israëlische militaire inlichtingendienst was en betrokken was of moet zijn geweest bij het besluit om dit bombardement uit te voeren. In december 2006 werd deze zaak – Belhas vs. Ya'alon – door het US District Court of the District of Colombia afgewezen, omdat de rechtbank meeging met het argument van de Israëlische ambassadeur in de VS in zijn brief aan het hof, dat de gewraakte daden van Ya'alon "soevereine daden van de Staat Israël waren geweest en dat de aangeklaagde deze gesteld had in zijn capaciteit als officieel IDF-bevelvoerder".
Het hof besloot dat Ya'alon immuniteit had met betrekking tot de FSIA-wet (Foreign Sovereign Immunities Act). Het hoger beroep bij het DC Court of Appeals op 15 februari 2008 bevestigde dit eerdere besluit.

## Arrestatiebevel
Eind november 2005 verliet Ya'alon Nieuw-Zeeland na een privébezoek. Dit was nadat daar een arrestatiebevel tegen hem was uitgevaardigd wegens verdenking van oorlogsmisdaden. Toen hij eenmaal vertrokken was werd het bevel ingetrokken.
Het arrestatiebevel werd uitgevaardigd door een rechter van de districtsrechtbank van Auckland na een verzoek door plaatselijke advocaten namens mensenrechtenorganisaties in Nieuw-Zeeland en in andere landen. Basis van de beschuldiging was de moord op een Hamasleider, Salah Shehadeh, in juli 2002 in de Gazastrook. Deze werd gepleegd korte tijd na dat Ya'alon chef-staf van het Israëlische defensieleger geworden was. De Israëlische luchtmacht had een gebouw gebombardeerd waarin Shehadeh zich had verborgen. Ook zijn vrouw en dochter en nog elf burgers kwamen om.
Naar aanleiding van het arrestatiebevel had de politie van Nieuw-Zeeland advies ingewonnen bij een aanklager. Die zocht weer advies hogerop, want de volgende dag gaf een hoofdaanklager de opdracht de aanklacht in te trekken, ofschoon de eerdergenoemde rechter van oordeel was dat er voldoende bewijs voor de aanklacht was.

## Onderscheiding
- Legioen van Verdienste (Verenigde Staten)